# Onufrij (Berezovskyj)
Onufrij (světským jménem: Orest Volodymyrovyč Berezovskyj; * 5. listopadu 1944, Korytne) je ukrajinský duchovní Ukrajinské pravoslavné církve a metropolita kyjevský a celé Ukrajiny.

## Život
Narodil se 5. listopadu 1944 ve vesnici Korytne Černovické oblasti v rodině kněze.
Roku 1961 dokončil střední školu a poté studoval na Černovické průmyslové škole. Poté pracoval v různých průmyslových podnicích. Roku 1966 začal studoval na technické fakultě Černovické univerzity. Roku 1969 přešel na Moskevský duchovní seminář.
Roku 1970 byl přijat do Trojicko-sergijevské lávry.
Dne 18. března 1971 byl postřižen na monacha se jménem Onufrij na počest svatého Onufrije Velikého. Dne 20. června byl rukopoložen na hierodiakona a 29. května 1972 na jeromonacha.
Roku 1972 nastoupil na Moskevskou duchovní akademii.
Roku 1980 byl povýšen na igumena.
Dne 28. srpna 1984 se stal představeným chrámů Proměnění Páně a Athoského podvorje ve vesnici Lukino. Dne 28. června 1985 byl jmenován blagočinným Trojicko-sergijevské lávry.
Na Vánoce roku 1986 byl povýšen na archimandritu.
Od 20. července 1988 do listopadu 1990 byl představeným Počajivské lávry.
Dne 24. listopadu 1990 jej Svatý synod Ukrajinské pravoslavné církve zvolil biskupem černovickým a bukovinským. Dne 8. prosince 1990 byl oficiálně jmenován biskupem a o den později proběhla v chrámu svatého Vladimíra v Kyjevě jeho biskupská chirotonie. Hlavním světitelem byl metropolita kyjevský a celé Ukrajiny Filaret (Denysenko).
Dne 22. ledna 1992 spolu s biskupy Serhijem (Hensickým) a Alipijem (Pohrebňakem) odmítl podepsat žádost o udělení autokefality k moskevskému patriarchovi Alexiji II. Dne 23. ledna jej metropolita Filaret (Denysensko) převedl na ivano-frankivskou katedru, ale Onufrij stále setrvával v Černovicích. Novým černovickým biskupem byl jmenován Ilarion (Šukalo), kterému nebylo duchovenstvem a věřícími dovoleno konat jeho povinnosti.
Dne 7. dubna 1992 byl znovu jmenován biskupem černovickým.
Ve dnech 27. a 28. května 1992 se zúčastnil Charkovského soboru a zaujal s většinou biskupů nekompromisní postoj vůči metropolitu Filaretovi, který byl na odvolán z funkce a anathemizován.
Dne 28. července 1994 byl povýšen na arcibiskupa a jmenován stálým členem Svatého synodu UPC.
Dne 22. listopadu 2000 byl povýšen na metropolitu.
Byl předsedou kanonické komise Ukrajinské pravoslavné církve a předsedou církevního soudu.
Dne 23. listopadu 2013 mu metropolita kyjevský a celé Ukrajiny Volodymyr (Sabodan) udělil právo nosit druhou panagii.
Dne 24. února 2014 byl Svatým synodem Ukrajinské pravoslavné církve zvolen do funkce locum tenens metropolitního kyjevského stolce. Tehdejší metropolita kyjevský Volodymyr (Sabodan) nemohl ze zdravotních důvodů vykonávat svou funkci. Zemřel 5. července téhož roku.
Dne 19. března 2014 jej Svatý synod Ruské pravoslavné církve zařadil jako stálého člena synodu.
Dne 13. srpna 2014 byl zvolen novým metropolitou kyjevským a celé Ukrajiny. Stejného dne byla jeho volba schválena patriarchou Kirillem. Dne 17. srpna 2014 byl v Kyjevskopečerské lávře slavnostně intronizován.
Opakované obhajoval ukončení války na Donbase. Dne 8. května 2015 odmítl na znamení protiválečného protestu zúčastnit se projevu ukrajinského prezidenta Petra Porošenka.
Je zastáncem jednoty Ukrajinské pravoslavné církve a odpůrce Pravoslavné církve Ukrajiny vytvořené Konstantinopolským patriarchátem. Konstantinopolský patriarchát jej neuznává jako metropolitu kyjevského a celé Ukrajiny.
Po ruské invazi na Ukrajinu promluvil k věřícím a občanům Ukrajiny a označil incident za katastrofu. Vyzval k modlitbě za Ukrajinu a požádal ruského prezidenta Vladimira Putina, aby „okamžitě zastavil bratrovražedné války“.